# روجا چمنکار
روجا چمنکار (زادهٔ ۱۳۶۰، برازجان) نویسنده و شاعر ایرانی است.
وی در سال ۱۳۹۰ برنده جایزه کتاب سال شعر جوان (به نام قیصر امین‌پور) از سوی وزارت ارشاد ایران گردید که مورد انتقاد وبگاه فارس نیوز قرار گرفت.

## تحصیلات
چمنکار تحصیلات دانشگاهی خود را در رشته سینما در دانشگاه هنر (تهران) آغاز کرد، در دوره کارشناسی ارشد به تحصیل در رشته ادبیات نمایشی در همان دانشگاه پرداخت و سپس به فرانسه رفت و به تحصیل در رشته زبان‌های شرق (ادبیات معاصر فارسی) در مقطع دکترا و نیز سینما در مقطع کارشناسی ارشد مشغول شد.

## فعالیت
چمنکار علاوه برسرودن شعر به نویسندگی و نمایشنامه‌نویسی و فیلمنامه‌نویسی نیز مشغول است. اولین سروده‌های او در ده سالگی در نشریات شیراز به چاپ رسید.
آثار چمنکار توسط روزنامه‌ها و نشریه‌های ادبی معتبری چون آدینه، کارنامه، نافه، نگاه نو، رودکی و گوهران منتشر شده و بارها کاندیدا و برگزیده انجمنهای ادبی مختلفی چون: کاندیدای سومین دوره جایزهٔ شعر امروز ایران (کارنامه)، برگزیدهٔ چهارمین دورهٔ جایزه شعر امروز ایران (کارنامه)، برندهٔ دومین دورهٔ شعر زنان ایران (خورشید) شده‌است.
اولین مجموعه شعر او «رفته بودی برایم کمی جنوب بیاوری» در سال ۱۳۸۰ منتشر شد و «همیشه دری باز به دربه‌دری بودم» دفتر شعری اخیر اوست.
از دیگر فعالیت‌های او باید به مسئولیت انجمن شعر و ادب دانشگاه هنر در ۱۳۸۱؛ شرکت در چندین فستیوال شعری در شهرهایی چون گوتنبرگ، وین، پاریس، استراسبورگ، نانت؛ داور سایت‌های ادبی ماه مگ (۱۳۸۵) و مانیفست (۱۳۸۶)؛ مدرس اولین کارگاه مجازی شعردر سایت نویسش و همکاری با گروه موسیقی لیان در زمینهٔ ترانه اشاره کرد. وی در سال ۱۳۸۴ به دعوت کشور فرانسه در دو سالانه بین‌المللی شعر فرانسه برای شعرخوانی در شهرهای پاریس و نانت شرکت کرد.
زندگی و نقد اشعار روجا چمنکار در کتابهایی چون «عاشقانه‌ترین‌ها» (علی باباچاهی)؛ «سیر تحول در شعر امروز» (کاظم کریمیان)؛ «شعر امروز، زن امروز» (علی باباچاهی)؛ «رها ز منت باران» (گزیده شعر و زندگی شاعران دشتستان به سعی محمد غلامی) مورد بررسی قرار گرفته‌است.

## سبک
شعر چمنکار زبانی ساده دارد؛ پر از تصاویر بدیعی است که از تجربه‌های زیست شده و اندیشه شاعر نشأت می‌گیرد. او از تجربهها و کشفهای متفاوت زبانی برای رسیدن به روابط ذهنیاش استفاده می‌کند.
وی اتفاقات زندگی را در شعرهایش به تصویر میکشد، و از زادگاهش دریا را به شعر می‌آورد و به قول خودش دریا در شعرش نشت می‌کند.
تحصیل در رشته سینما او را به سوی قابلیتهای تصویری در شعرش سوق داده است. چمنکار با اینکه شاعر تکنیکی نیست اما از تکنیک در شعرهایش بهره مناسب و هنرمندانه‌ای میبرد. فضاسازی، استفاده از دیالوگ، نور و صدا از دیگر ویژگیهای آثار اوست.

## آثار

### مجموعه شعر
- «رفته بودی برایم کمی جنوب بیاوری» اولین اثر شعری (۱۳۸۰/ نشر ثالث/ ایران)
- «سنگ‌های نُه ماهه» (۱۳۸۱/ نشر ثالث/ ایران)
- «با خودم حرف می‌زنم» (۱۳۸۷/ نشر ثالث/ ایران)[۵]
- «مردن به زبان مادری» (۱۳۸۹/ نشر چشمه/ ایران)
- «همیشه دری باز به دربه‌دری بودم» آخرین دفتر که توسط نشر ناکجا (پاریس) برای اولین بار به چاپ رسیده است.
- «راه رفتن روی بند» آخرین دفتر که توسط نشر باران میشان (تهران) در سال ۱۳۹۲منتشر شده‌است.

### نمایشنامه
- «نهمین روز دریا»
- «با خودم حرف می‌زنم»

### فیلمنامه بلند
- «می‌خواهم مجسمه باشم»
- «پیش از طلوع»
- «به خواب من بیا»

### فیلم کوتاه
- «فضه»
- «یادها، بوسه‌ها، خنجرها»، مستندی از زندگی و شعر منوچهر آتشی

## پانوسش
1. ↑  زمانی، ونداد. «روجا چمنکار و «سپید برفی»». دریافت‌شده در ۲۷ ژوئیه ۲۰۱۳.
2. ↑  چرا جایزه قیصر امین‌پور به مستندساز بی‌بی‌سی فارسی داده شد؟ بایگانی‌شده  در ۳۰ دسامبر ۲۰۱۳ توسط Wayback Machine فارس نیوز
3. ↑  رحمانی، مریم. «روجا چمن کار برنده دومین جایزه شعر زنان خورشید». بایگانی‌شده از اصلی در ۳ دسامبر ۲۰۱۳. دریافت‌شده در ۲۷ ژوئیه ۲۰۱۳.
4. ↑  «کجای دریا نشتی دارد - نگاهی به مجموعه شعر روجا چمنکار «مردن به زبان مادری»». روزنامه تهران امروز. دریافت‌شده در ۲۷ ژوئیه ۲۰۱۳.[پیوند مرده]
5. ↑  قربانعلی، مهرنوش. «نگاهی به مجموعه شعر «با خودم حرف می‌زنم» سرودهٔ "روجا چمنکار"». دریافت‌شده در ۲۷ ژوئیه ۲۰۱۳.